# Wetenschappelijk Onderzoek- en Datacentrum
Het Wetenschappelijk Onderzoek- en Datacentrum (WODC), tot 2023 Wetenschappelijk Onderzoek- en Documentatiecentrum  geheten , is een onderdeel van het Nederlands ministerie van Justitie en Veiligheid en is gevestigd in Den Haag.
De kerntaken van het WODC zijn de productie en verspreiding van (wetenschappelijke) kennis over onderbouwing en effecten van beleid en over relevante maatschappelijke processen op het brede terrein van Justitie en Vreemdelingenzaken en Integratie. Daartoe heeft het onafhankelijke onderzoekers in dienst. Het WODC heeft anno 2005 ongeveer 100 medewerkers.
Verder heeft het centrum een afdeling voor extern wetenschappelijke betrekkingen, een afdeling voor statistische informatievoorziening en beleidsanalyse en een afdeling documentaire informatievoorziening.

## Politieke beïnvloeding
In 2017 werd de wetenschappelijke onafhankelijkheid van het WODC in twijfel getrokken door een onderzoek van Nieuwsuur. Minister Ivo Opstelten en beleidsmedewerkers van het Ministerie van Justitie bleken druk uit te oefenen op het WODC om onwelgevallige resultaten uit rapporten te halen . Directeur Frans Leeuw zou conclusies van onderzoeksresultaten hebben vervalst. Dit tegen de expliciete wens van medewerkers van het WODC. Na de lek gaf verantwoordelijk minister Grapperhaus opdracht tot extern onderzoek omdat er in de sfeer van beïnvloeding en onafhankelijkheid bij het centrum 'dingen fout waren gegaan'.